# Понец (гмина)
Понец (пол. Poniec) — гмина (волость) в Польше, входит как административная единица в Гостыньский повет, Великопольское воеводство. Население — 7863 человека (на 2004 год).

## Соседние гмины
1. Гмина Бояново
2. Гмина Гостынь
3. Гмина Кробя
4. Гмина Кшеменево
5. Гмина Мейска-Гурка
6. Гмина Рыдзына